# النور (آلبوم)
آلبوم النور شامل ادعیه، مناجات و تواشیح می‌باشد که تک خوان آن  عباس سلیمی و محمد اصفهانی هستند و با گروه تواشیح اهل بیت ضبط شده است. اکثر قطعات این آلبوم از صدا و سیمای جمهوری اسلامی ایران در ماه رمضان بدون ذکر نام پخش می‌شود.

## مشخصات آلبوم
این قطعات مجموعه ای از تواشیح و مناجات ها هستند که بیشتر در ماه های رجب و رمضان از صدا و سیما پخش می شود  که عبارتند از:

### قطعات
- دعای نور

- اللهم رب شهر رمضان

- السلام علی سیدالمصطفی

- یا علی یا عظیم

- الهم لک صمنا

- تسبیحات (مخصوص ماه رجب)

- دعای ماه رجب

- دعای فرج

- ملکا ذکر تو گویم

- دعای جوشن کبیر

- اسماءالحسنی

- باالنبی

- یا دائم الفضل علی البریه (دعای کمیل)

- زیارت عاشورا

- دعای جبرئیل

- ربنا